# Camp de concentració de Gonars
El camp de concentració de Gonars va ser un dels camps de concentració del feixisme italià. Es va crear el 23 de febrer de 1942 a prop de Gonars, a la província d'Udine.

## Història
Molts presos hi van ser traslladats des del camp de concentració de l'illa de Rab, que va servir de solució final a la política de neteja ètnica del general feixista Mario Roatta contra el poble eslovè de la província de Ljubljana ocupada per la Itàlia feixista i els croats de Gorski Kotar d'acord amb el discurs racista de la dècada del 1920 de Benito Mussolini.
El primer transport de 5.343 persones (1.643 dels quals eren infants) va arribar dos dies després de la seva creació, el 23 de febrer de 1942, des de la província de Ljubljana i dels camps de concentració italians de Rab i de Monigo, prop de Treviso.
El camp va ser clausurat el 8 de setembre de 1943, immediatament després de l'Armistici entre Itàlia i les forces aliades. Posteriorment, es va fer tot el possible per a esborrar qualsevol evidència d'aquest punt negre de la història italiana: els edificis del camp de concentració van ser destruïts, els materials es van utilitzar per a construir una llar d'infants propera i el lloc es va convertir en un prat de dall.
L'any 1973, l'escultor Miodrag Živković va crear un sacrarium al cementiri de la ciutat i les restes de 453 víctimes eslovenes i croates van ser traslladades a les dues criptes subterrànies. Es creu que almenys 50 persones més van morir al camp de concentració a causa de la fam i les tortures.